# Saison 2011 des Indians de Cleveland
La saison 2011 des Indians de Cleveland est la 111e saison en ligue majeure pour cette franchise qui reste sur trois saisons très décevantes. Durant cette saison les joueurs arborent un patch sur la manche droite en hommage à Bob Feller, décédé le 15 décembre 2010.
Les Indians connaissent un excellent début de saison et passent 85 jours en tête de la division Centrale de la Ligue américaine. Mais ils glissent en seconde place le 21 juillet, pour y terminer l'année avec 80 victoires et 82 défaites, derrière les Tigers de Détroit.

## Intersaison
Les moyens financiers de la franchise étant limités, les Indians comptent avant tout sur les joueurs déjà sous contrat pour renouer avec le succès après trois saisons médiocres. Deux points plaident en leur faveur. D'une part, le retour de blessures de joueurs cadres tels Grady Sizemore, Travis Hafner et Asdrubal Cabrera ou du jeune receveur prometteur Carlos Santana. D'autre part, l'intégration des jeunes qui ont remporté la saison dernière le titre de la Ligue internationale avec les Columbus Clippers, club de Triple-A affilié aux Indians.

### Arrivées

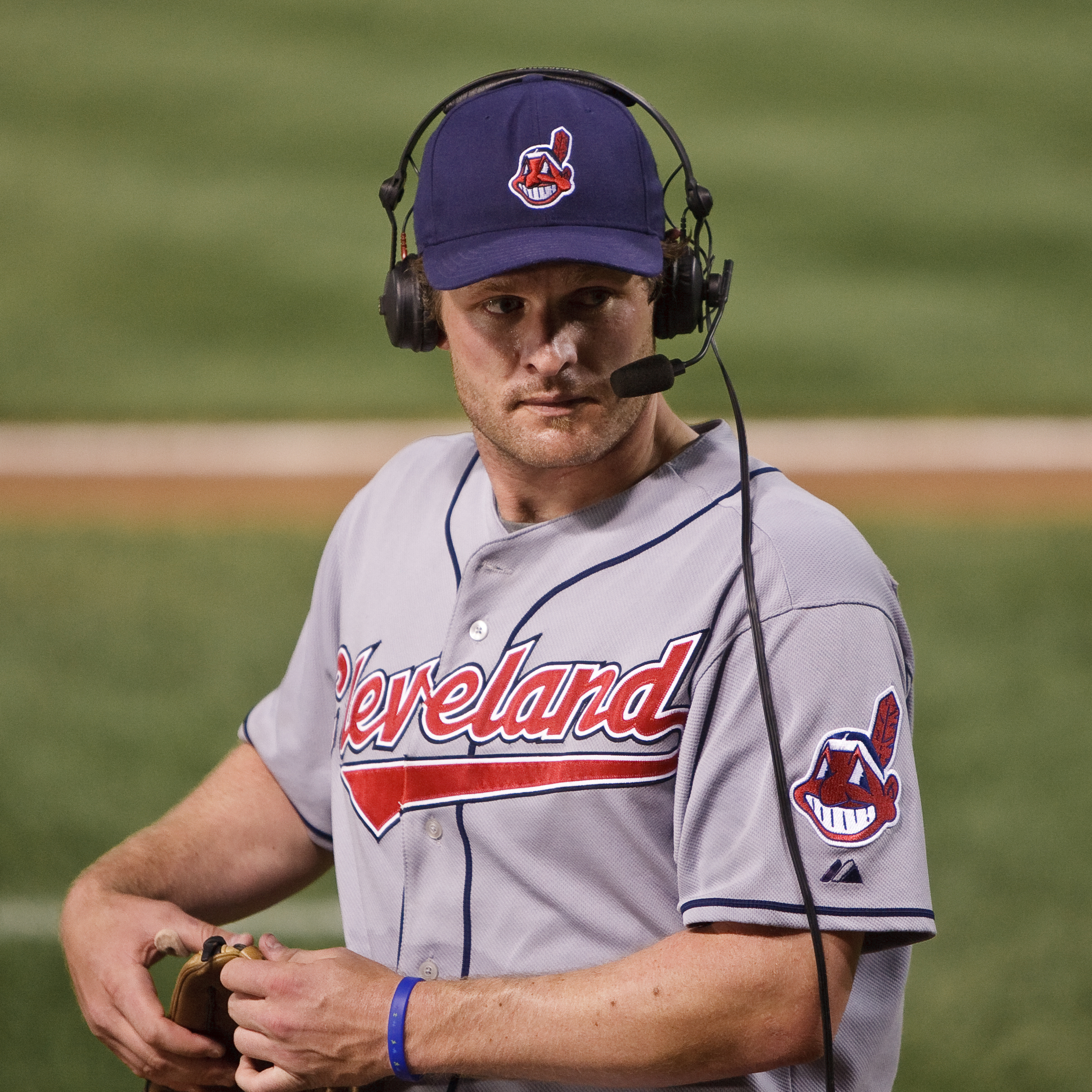
Austin Kearns de retour à Cleveland après un crochet par New York.

Agent libre, le joueur de troisième but Jack Hannahan des Athletics d'Oakland signe un contrat de Ligues mineures chez les Indians le 4 décembre 2010.
Le receveur Paul Phillips rejoint les Indians le 8 décembre via un contrat de Ligues mineures. Phillips était agent libre.
L'arrêt-court Adam Everett (ex-Tigers de Détroit) s'engage chez les Indians le 16 décembre via un contrat de Ligues mineures. Everett était agent libre.
Après un crochet chez les Yankees de New York du 30 juillet au 20 décembre, le joueur de champ droit Austin Kearns revient chez les Indians.
Le joueur de champ droit Travis Buck des Athletics d'Oakland signe un contrat de Ligues mineures chez les Indians. Buck était agent libre.
Le lanceur Joe Martinez est échangé le 4 janvier 2011 aux Indians contre un joueur restant à nommer.
Agent libre depuis novembre dernier, l'arrêt-court Orlando Cabrera rejoint les Indians le 10 février.
Le lanceur de relève Chad Durbin rejoint les Indians le 1er mars en s'engageant pour une saison.
Agent libre durant l'hiver 2010-2011, le joueur de premier but Nick Johnson signe un contrat de Ligues mineures chez les Indians le 7 mars 2011.
Le 24 mars, le club annonce le recrutement du lanceur gaucher Jesse English via un contrat de ligues mineures.

### Départs
Devenus agents libres le 6 novembre 2010, le receveur Chris Gimenez et le joueur de première base Andy Marté s'engagent respectivement chez les Mariners de Seattle et les Pirates de Pittsburgh.
L'arrêt-court Drew Sutton refuse d'être assigné en Triple-A et s'engage chez les Red Sox de Boston le 22 novembre.
Le 2 mars 2011, le lanceur partant Aaron Laffey est échangé aux Mariners de Seattle en retour du joueur de ligues mineures Matt Lawson. Laffey n'était plus dans la course pour occuper l'un des cinq postes de lanceur partant à Cleveland.
Jayson Nix est cédé aux Blue Jays de Toronto le 29 mars 2011.

### Prolongations de contrats
Shin-Soo Choo (3,975 millions de dollars), Chris Perez (2,25 millions de dollars), Rafael Pérez (1,33 million de dollars) et Asdrubal Cabrera (2,025 millions de dollars) signent des contrats d'un an pour la saison 2011. Les négociations sont toujours en cours pour un contrat de longue durée, notamment avec Shin-Soo Choo.
La signature des contrats d'un an pour la saison 2011 est annoncée le lundi 7 mars pour les joueurs suivants : Michael Brantley, Carlos Carrasco, Ezequiel Carrera, Trevor Crowe, Kelvin de la Cruz, Jason Donald, Shelley Duncan, Jared Goedert, Nick Hagadone, Frank Herrmann, David Huff, Josh Judy, Corey Kluber, Matt LaPorta, Lou Marson, Justin Masterson, Zach McAllister, Jayson Nix, Vinnie Pestano, Hector Rondon, Tony Sipp, Mitch Talbot, Jess Todd, Luis Valbuena et Nick Weglarz. Les cas de Josh Tomlin, Carlos Santana et Jeanmar Gómez restent à régler avant vendredi 11 mars, date de clôture de cette période de renouvellement des contrats.

### Cactus League

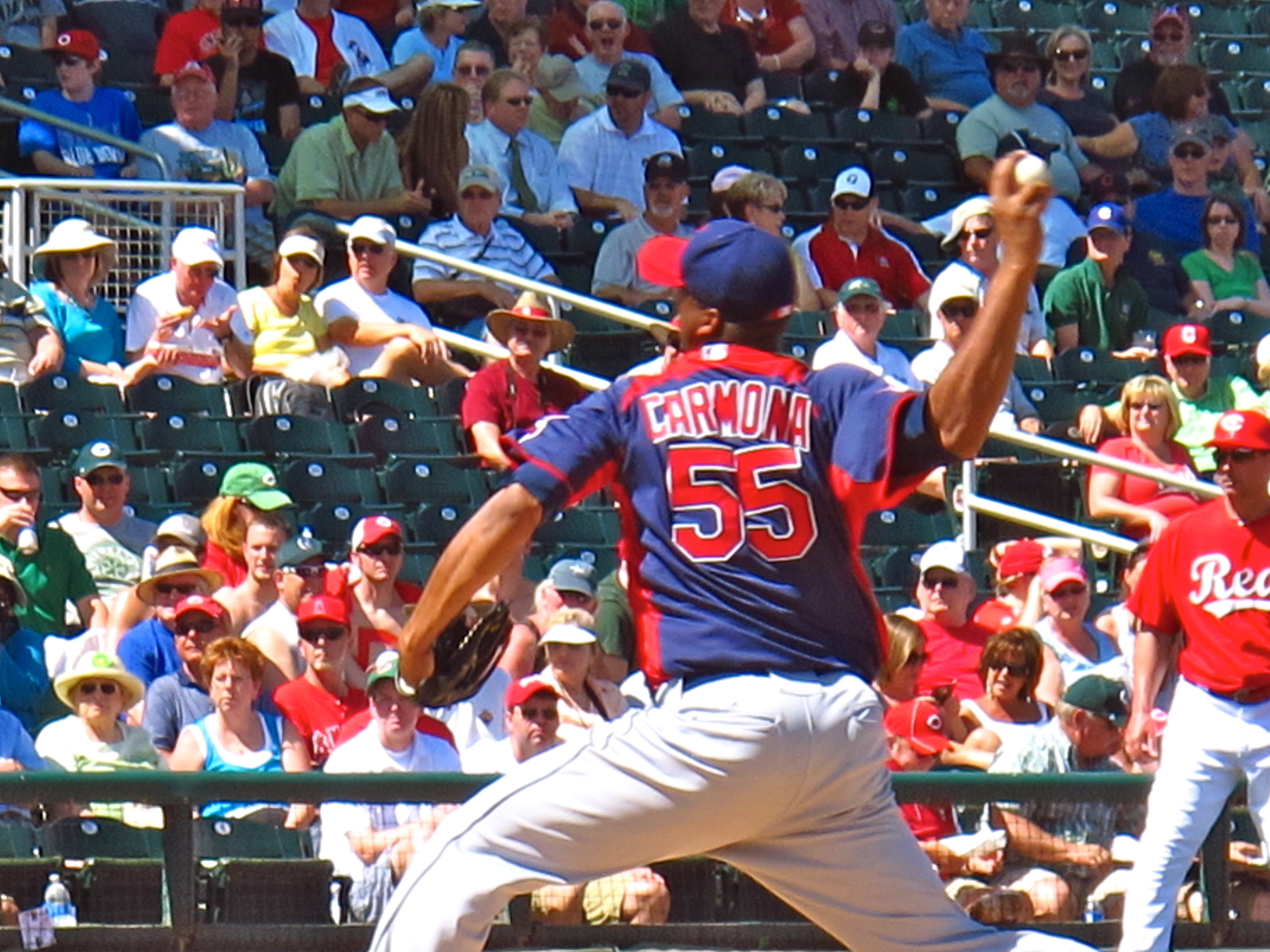
Fausto Carmona à Goodyear en 2011

32 rencontres de préparation sont programmées du 27 février au 30 mars à l'occasion de cet entraînement de printemps 2011 des Indians. Le seul jour de repos est prévu le 16 février. Le camp d'entraînement des Indians est le Goodyear Ballpark à Goodyear depuis 2009.
La rencontre du 7 mars se solde par une égalité 16-16 face aux White Sox de Chicago. Le vent explique en partie la pluie de points, de coups surs (39) et de coups de circuit (6).
Le retour au jeu de Grady Sizemore a lieu le 20 mars face aux Diamondbacks de l'Arizona. Il est alors utilisé comme frappeur désigné, puis retrouve sa position dans le champ centre le 22 face au même adversaire. Sizemore était absent des terrains depuis le 16 mai 2010. Il ne sera toutefois pas prêt pour s'aligner en Majeure à l'ouverture de la saison.
Avec 15 victoires, 14 défaites et 2 nuls, les Indians terminent huitièmes de la Cactus League et enregistrent la septième meilleure performance des clubs de la Ligue américaine.
Le match exhibition du 30 mars face aux Columbus Clippers est stoppé par la neige après deux manches.

## Saison régulière

### Classement
| Ligue américaine (Division Centrale) | V  | D  | %    | GB |
| Indians de Cleveland                 | 21 | 9  | .700 | -  |
| Royals de Kansas City                | 17 | 14 | .548 | 4½ |
| Tigers de Détroit                    | 15 | 17 | .469 | 7  |
| Twins du Minnesota                   | 11 | 18 | .379 | 9½ |
| White Sox de Chicago                 | 11 | 21 | .344 | 11 |

### Résultats
| Légende              | Légende             | Légende       |
| victoire des Indians | défaite des Indians | match reporté |
| -------------------- | ------------------- | ------------- |

#### Avril
Les Indians ouvrent leur saison à domicile le 1er avril face aux White Sox de Chicago. Les visiteurs prennent rapidement l'ascendant sur leurs hôtes, en menant 14-0 après quatre manches. Le jeune effectif des Indians se reprend bien en deuxième moitié de match, en revenant à 15-10. Même type de match le lendemain, avec une deuxième défaite d'affilée pour les Indians. Lors de la troisième et dernière partie de cette série d'ouverture, les Indians réussissent un triple jeu en troisième manche. C'est le premier triple jeu réussit par les Indians depuis 2008.
En matière d'affluences, les records négatifs de Progressive Field sont battus deux fois : le 2 avril, avec 9853 spectateurs, puis le 3 avril, avec 8726. Jamais l'enceinte de Cleveland inaugurée il y a dix-huit ans n'avait enregistré de si faibles affluences. L'affluence reste encore inférieure à 10 000 spectateurs les deux jours suivants.
En remportant les trois matchs face aux Red Sox, les Indians réussissent leur premier sweep face à Boston depuis août 2001. Le dernier match de cette série attire 10 594 spectateurs à Progressive Field, mettant fin à une série de quatre matchs consécutifs à moins de 10 000 spectateurs.
À l'occasion du premier match joué en déplacement le 8 avril, les Indians corrigent les Mariners de Seattle 12-3 en marquant dix points lors de la quatrième manche. À l'issue de la rencontre, les Indians affichent un bilan de cinq victoires pour deux défaites, leur meilleur entame depuis 2006. Profitant des défaites des White Sox et des Royals, Cleveland prend seul la tête de la Division centrale.
Le 11 avril, les Indians signent leur huitième victoire consécutive, portant leur bilan sur la saison à huit victoires pour deux défaites. C'est le meilleur début de saison des Indians depuis la saison 2002 (11-1).
La série de victoires s'arrête le 12 avril. Le lanceur des Angels, Dan Haren, ne concède qu'un coup sûr en neuf manches tandis que Fausto Carmona accorde deux coups de circuit en près de huit manches.
Grady Sizemore retrouve les terrains de Ligue majeure le 17 avril. Il frappe un coup de circuit pour signer son retour lors de la troisième victoire consécutive des Indians contre les Orioles de Baltimore.
À la lutte pour la première place en division centrale de la Ligue américaine, Indians et Royals ouvrent leur série de sept confrontations en dix jours par une rencontre qui se décante en dixième manche en faveur de Cleveland. Les Indians marquent en effet quatre points en haut de dixième manche et s'imposent 7-3.
Drafté au premier tour en juin 2009, le lanceur partant Alex White fait ses débuts en Ligue majeure le 30 avril.
Avec 18 victoires, les Indians signent leur meilleur mois d'avril depuis la création de la franchise.

#### Mai
En s'imposant le 1er mai face aux Tigers de Détroit, les Indians signent une série de treize victoires consécutives à domicile, égalant la performance réalisée par la franchise en 1996.
Les Indians remportent leur première série chez les Athletics d'Oakland depuis 2002.
| #  | Date    | Adversaire  | Score      | Victoire      | Défaite       | Sauvetage   | Affluence | Bilan |
| -- | ------- | ----------- | ---------- | ------------- | ------------- | ----------- | --------- | ----- |
| 27 | 1er mai | Tigers      | 4 - 5      | Durbin (1-1)  | Benoit (0-2)  | C Perez (7) | 14 164    | 19-8  |
| 28 | 3 mai   | @ Athletics | 4 - 1      | Carmona (3-3) | Fuentes (1-3) | C Perez (8) | 10 135    | 20-8  |
| 29 | 4 mai   | @ Athletics | 1 - 3      | Cahill (5-0)  | Tomlin (4-1)  | Balfour (1) | 13 872    | 20-9  |
| 30 | 5 mai   | @ Athletics | 4 - 3 (12) | Durbin (2-1)  | Breslow (0-2) | C Perez (9) | 14 353    | 21-9  |
| 31 | 6 mai   | @ Angels    |            |               |               |             |           |       |
| 32 | 7 mai   | @ Angels    |            |               |               |             |           |       |
| 33 | 8 mai   | @ Angels    |            |               |               |             |           |       |
| 34 | 10 mai  | Rays        |            |               |               |             |           |       |
| 35 | 11 mai  | Rays        |            |               |               |             |           |       |
| 36 | 12 mai  | Rays        |            |               |               |             |           |       |
| 37 | 13 mai  | Mariners    |            |               |               |             |           |       |
| 38 | 14 mai  | Mariners    |            |               |               |             |           |       |
| 39 | 15 mai  | Mariners    |            |               |               |             |           |       |
| 40 | 16 mai  | @ Royals    |            |               |               |             |           |       |
| 41 | 17 mai  | @ Royals    |            |               |               |             |           |       |
| 42 | 18 mai  | @ White Sox |            |               |               |             |           |       |
| 43 | 19 mai  | @ White Sox |            |               |               |             |           |       |
| 44 | 20 mai  | Reds        |            |               |               |             |           |       |
| 45 | 21 mai  | Reds        |            |               |               |             |           |       |
| 46 | 22 mai  | Reds        |            |               |               |             |           |       |
| 47 | 23 mai  | Red Sox     |            |               |               |             |           |       |
| 48 | 24 mai  | Red Sox     |            |               |               |             |           |       |
| 49 | 25 mai  | Red Sox     |            |               |               |             |           |       |
| 50 | 27 mai  | @ Rays      |            |               |               |             |           |       |
| 51 | 28 mai  | @ Rays      |            |               |               |             |           |       |
| 52 | 29 mai  | @ Rays      |            |               |               |             |           |       |
| 53 | 30 mai  | @ Blue Jays |            |               |               |             |           |       |
| 54 | 31 mai  | @ Blue Jays |            |               |               |             |           |       |

## Statistiques individuelles

### Batteurs
| Joueur           | G  | AB  | R  | H  | 2B | 3B | HR | RBI | SB | AVG  |
| ---------------- | -- | --- | -- | -- | -- | -- | -- | --- | -- | ---- |
| Michael Brantley | 25 | 94  | 14 | 29 | 5  | 0  | 1  | 10  | 4  | .309 |
| Travis Buck      | 10 | 29  | 4  | 7  | 3  | 0  | 0  | 2   | 0  | .241 |
| Asdrúbal Cabrera | 27 | 111 | 17 | 29 | 5  | 1  | 5  | 17  | 2  | .261 |
| Orlando Cabrera  | 26 | 102 | 16 | 30 | 3  | 0  | 2  | 17  | 1  | .294 |
| Shin-Soo Choo    | 27 | 104 | 15 | 26 | 3  | 0  | 4  | 15  | 6  | .250 |
| Shelley Duncan   | 11 | 30  | 3  | 10 | 4  | 0  | 1  | 7   | 0  | .333 |
| Adam Everett     | 13 | 18  | 6  | 6  | 0  | 0  | 0  | 0   | 1  | .333 |
| Travis Hafner    | 21 | 76  | 13 | 26 | 5  | 0  | 4  | 11  | 0  | .342 |
| Jack Hannahan    | 22 | 77  | 14 | 21 | 4  | 0  | 4  | 14  | 1  | .273 |
| Austin Kearns    | 12 | 36  | 5  | 5  | 2  | 0  | 0  | 1   | 0  | .139 |
| Matt LaPorta     | 24 | 80  | 13 | 21 | 6  | 1  | 4  | 15  | 1  | .263 |
| Lou Marson       | 7  | 24  | 4  | 6  | 3  | 0  | 0  | 5   | 0  | .250 |
| Carlos Santana   | 25 | 89  | 12 | 17 | 2  | 0  | 5  | 17  | 0  | .191 |
| Grady Sizemore   | 12 | 50  | 10 | 17 | 8  | 0  | 4  | 9   | 0  | .340 |

Note: G = Matches joués; AB = Passage au bâton; R = Points; H = Coups sûrs; 2B = Doubles; 3B = Triples; Avg. = Moyenne au bâton; HR = Coup de circuit; SB = buts volés; RBI = Points produits

### Lanceurs
| Joueur           | G  | GS | V | D | SV | IP   | ERA  | BB | K  |
| ---------------- | -- | -- | - | - | -- | ---- | ---- | -- | -- |
| Fausto Carmona   | 6  | 6  | 2 | 3 | 0  | 36.2 | 5.15 | 13 | 23 |
| Carlos Carrasco  | 5  | 5  | 1 | 1 | 0  | 29.0 | 4.97 | 10 | 18 |
| Chad Durbin      | 11 | 0  | 1 | 1 | 0  | 10.0 | 8.10 | 6  | 8  |
| Justin Germano   | 6  | 0  | 0 | 0 | 0  | 9.0  | 4.00 | 4  | 5  |
| Jeanmar Gómez    | 3  | 2  | 0 | 1 | 0  | 13.0 | 6.23 | 3  | 8  |
| Frank Herrmann   | 4  | 0  | 0 | 0 | 0  | 4.1  | 8.31 | 1  | 7  |
| Justin Masterson | 6  | 6  | 5 | 0 | 0  | 40.0 | 2.25 | 13 | 29 |
| Chris Perez      | 13 | 0  | 1 | 1 | 7  | 12.0 | 3.00 | 5  | 8  |
| Rafael Pérez     | 12 | 0  | 2 | 1 | 0  | 11.0 | 0.00 | 5  | 7  |
| Vinnie Pestano   | 12 | 0  | 0 | 0 | 0  | 11.0 | 0.82 | 4  | 13 |
| Tony Sipp        | 13 | 0  | 1 | 0 | 0  | 13.0 | 2.08 | 6  | 10 |
| Joe Smith        | 6  | 0  | 1 | 0 | 0  | 5.2  | 1.59 | 1  | 7  |
| Mitch Talbot     | 2  | 2  | 1 | 0 | 0  | 12.1 | 1.46 | 5  | 11 |
| Josh Tomlin      | 5  | 5  | 4 | 0 | 0  | 33.0 | 2.45 | 8  | 18 |
| Alex White       | 1  | 1  | 0 | 0 | 0  | 6.0  | 3.00 | 4  | 4  |

Note: G = Matches joués; GS = Matches comme lanceur partant; V = Victoires; D = Défaites; SV = Sauvetages; IP = Manches lancées; ERA = Moyenne de points mérités; BB = but-sur-balles; K = retraits sur des prises

## Draft
La Draft MLB 2011 se tient du 6 au 8 juin 2011 à Secaucus (New Jersey). Les Indians ont le huitième choix.

## Affiliations en ligues mineures
| Niveau         | Équipe                    | Ligue                   | Manager         | Vic. | Déf. | Classement               |
| -------------- | ------------------------- | ----------------------- | --------------- | ---- | ---- | ------------------------ |
| AAA            | Columbus Clippers         | International League    | Mike Sarbaugh   | 19   | 5    | 1er de la Division Ouest |
| AA             | Akron Aeros               | Eastern League          | Chris Tremie    | 12   | 12   | 2e de la Division Ouest  |
| Advanced A     | Kinston Indians           | Carolina League         | Aaron Holbert   | 9    | 14   | 3e de la Division Sud    |
| A              | Lake County Captains      | Midwest League          | Ted Kubiak      | 13   | 11   | 5e de la Division Est    |
| Short Season A | Mahoning Valley Scrappers | New York - Penn League  | David Wallace   |      |      |                          |
| Rookie         | Arizona League Indians    | Arizona League          | Anthony Medrano |      |      |                          |
| Rookie         | DSL Indians               | Dominican Summer League |                 |      |      |                          |

Résultats et classements après les matchs du 1er mai.